# Pieprzyca gruzowa
Pieprzyca gruzowa (Lepidium ruderale L.) – gatunek rośliny należący do rodziny kapustowatych.

## Rozmieszczenie geograficzne
Pochodzi z Azji i Europy Południowej, jako gatunek zawleczony rozprzestrzenił się także w Ameryce Północnej. W Polsce po raz pierwszy stwierdzono jego występowanie we wczesnym średniowieczu. Obecnie jest dość pospolity na całym niżu i w niższych położeniach górskich.  Status gatunku we florze Polski: archeofit.

## Morfologia

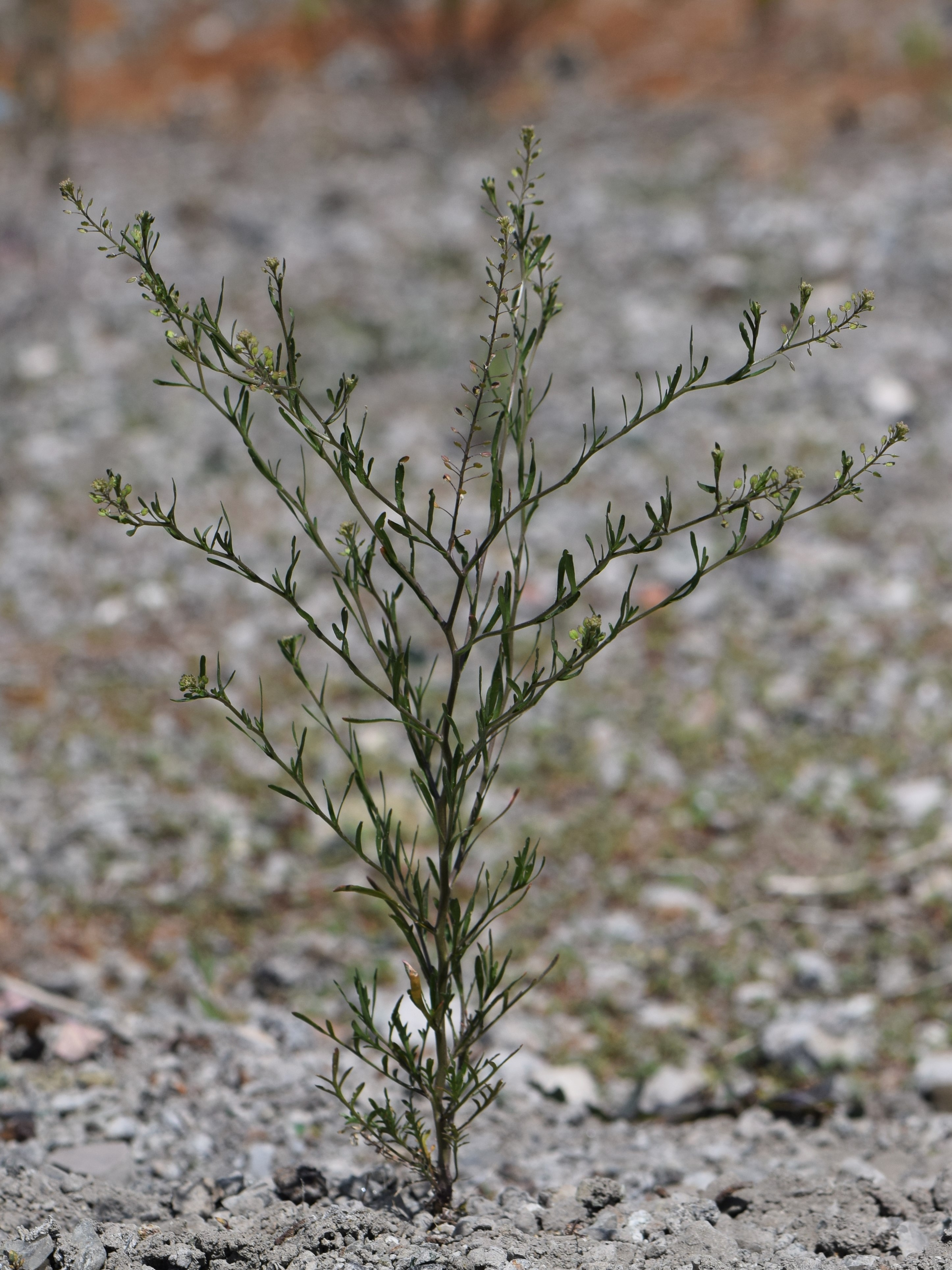
Pokrój

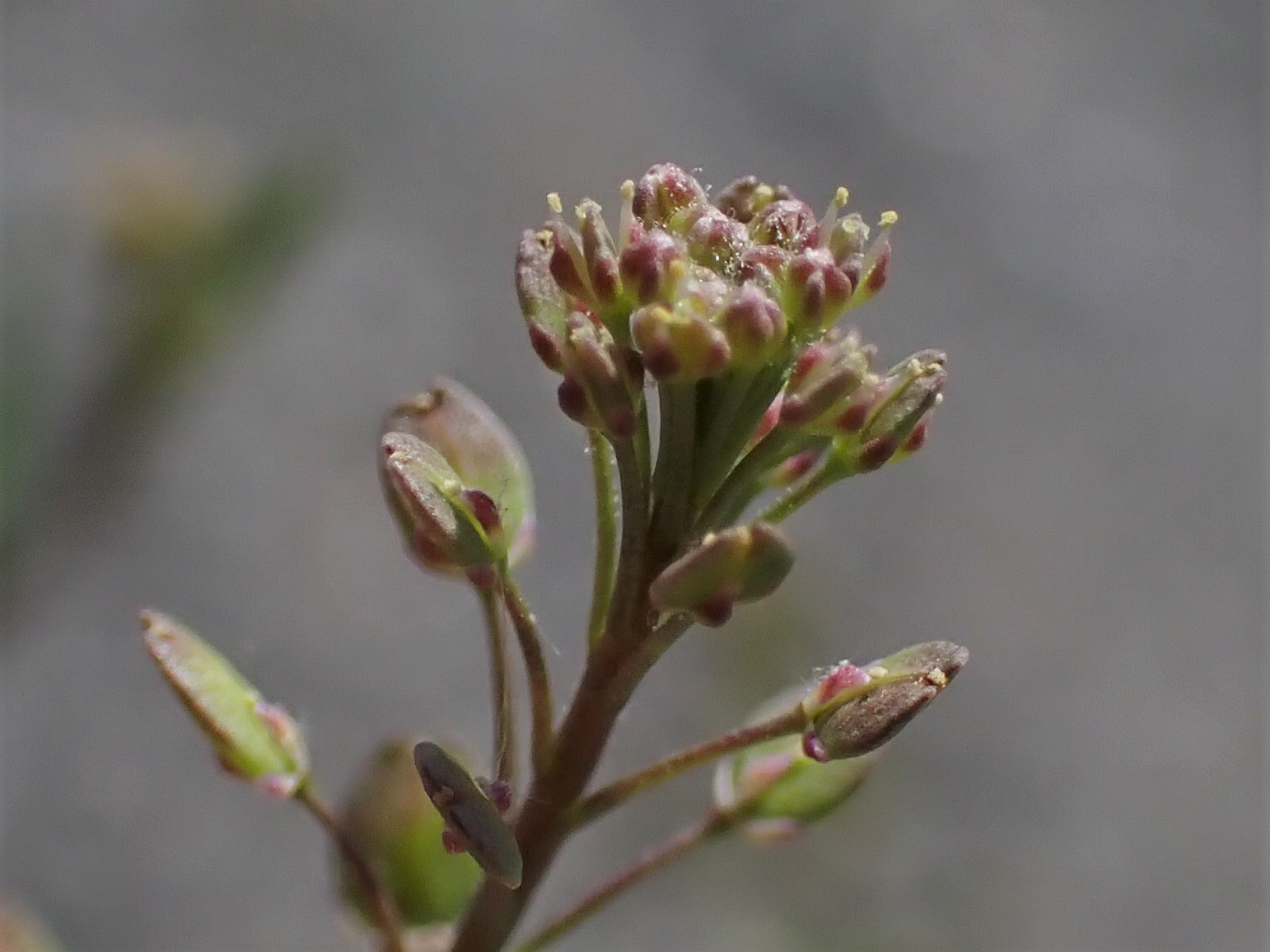
Kwiaty

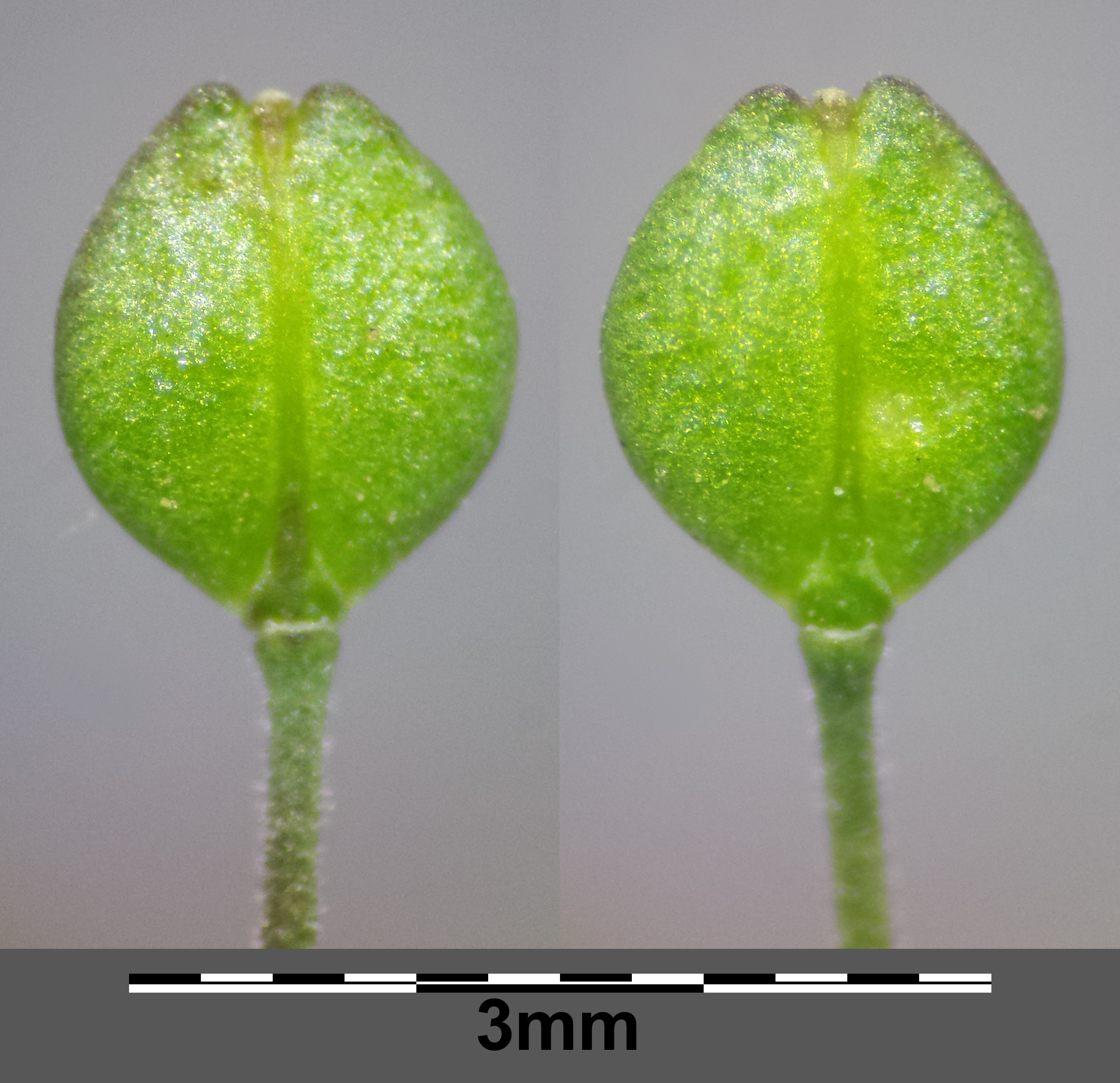
Owoce

ŁodygaWzniesiona, pojedyncza lub rozgałęziona, kanciasta, krótko omszona prostymi włoskami. Ma wysokość do 30 cm.
LiścieOdziomkowe pojedynczo lub podwójnie pierzastosieczne, a ich odcinki są równowąskie lub wąskołopatkowate. Górne są siedzące, równowąskie, tępo zakończone i całobrzegie. Wszystkie liście wiotkie.
KwiatyŻółtawobiałe, zebrane w silnie wydłużone grona na szczytach pędów. Przeważnie brak płatków korony, a jeśli są, to są krótsze od działek kielicha. Działki kielicha 4, wąskolancetowate o błoniastych brzegach. Pręciki zwykle 2 o żółtawych pylnikach.
OwocWąsko oskrzydlona, płaska i naga łuszczynka o długości do 2,5 cm. Na szczycie jest nieco wycięta. Nasiona jajowate, czerwonobrązowe.

## Biologia i ekologia
RozwójRoślina jednoroczna, hemikryptofit. Cała roślina wydziela nieprzyjemny zapach. Kwitnie od maja do września.
SiedliskoSiedliska ruderalne: rumowiska, nasypy kolejowe, śmietniska, gruzowiska, tereny kolejowe, nieużytki. Roślina niemal wyłącznie ruderalna. W klasyfikacji zbiorowisk roślinnych gatunek charakterystyczny dla All. Sisymbrion.
GenetykaLiczba chromosomów 2n = 32.